# Doel kärnkraftverk
Doels kärnkraftverk är ett kärnkraftverk i Doel, Belgien. Kärnkraftverket har fyra reaktorer, varav två är i drift. (april 2025)
Kraftverkets fyra reaktorer är av PWR-typ och började byggas 1969. De togs i drift mellan 1974 och 1985.
Man planerade även en femte reaktor, men det förberedande arbetet avbröts 1988.
Reaktor 3 stängdes den 23 september 2022 och reaktor 1 stängdes den 14 februari 2025.

## Reaktorer
| Station | Typ | Netto- effekt | Byggstart  | Första kritikalitet | Första nätanslutning | Kommersiell drift | Stängd     |
| ------- | --- | ------------- | ---------- | ------------------- | -------------------- | ----------------- | ---------- |
| Doel 1  | PWR | 445 MWe       | 1969-07-01 | 1974-07-18          | 1974-08-28           | 1975-02-15        | 2025-02-14 |
| Doel 2  | PWR | 445 MWe       | 1971-09-01 | 1975-08-24          | 1974-08-21           | 1975-12-01        | -          |
| Doel 3  | PWR | 1006 MWe      | 1975-01-01 | 1982-06-14          | 1982-06-23           | 1982-10-01        | 2022-09-23 |
| Doel 4  | PWR | 1026 MWe      | 1978-12-01 | 1985-03-31          | 1985-04-08           | 1985-07-01        | -          |